# Raintree Plantation
Raintree Plantation es un lugar designado por el censo ubicado en el condado de Jefferson en el estado estadounidense de Misuri. En el Censo de 2020 tenía una población de 1996 habitantes y una densidad poblacional de 344,73 habitantes por km². Fue incluido como CDP en el censo de 2020. 

## Geografía
Raintree Plantation se encuentra ubicado en las coordenadas 38°15′05″N 90°36′07″O / 38.25139, -90.60194.Según la Oficina del Censo de los Estados Unidos, tiene una superficie total de 5,79 km², de la cual 5,06 km² corresponden a tierra firme y 0,73 km² a agua.